# 賭場荒らし
賭場荒らし（とばあらし）とは、賭博をして金儲けをする場所に殴りこみや違法技術を用い、不正に金、または金に換えられる物を巻き上げることを指す。

## 賭場荒らしの種類
- 賭場に殴り込み、客の掛け金を奪って逃走する。また、胴元がイカサマを行っている事を見破った際でも賭場荒らしと見られるケースが賭場を舞台にした物語で扱われる事もある。
- カジノ・パチンコ・パチスロなどで違法技術を使い、換金できるコインや球などを不正に入手する。同義語に「ゴト」